# Martha Verduzco
Martha Verduzco (Ciudad de México; 20 de junio de 1948) es una actriz mexicana que ha participado en cine, teatro y televisión especialmente en telenovelas.

## Teatro
- Teseo (1962) Dir. Salvador Novo
- Historia de un anillo (1962) Dir. Salvador Téllez
- La parodia (1962) Dir. Rafael López Miarnau
- Rashomon (1965) Dir. Rubén Broido
- Leoncio y Lena (1965) Dir. Carlos Fernández
- Sotoba Komachi (1966) Dir. Roberto Dumont
- Santísima (1980) Dir. Germán Castillo
- Examen de maridos (1987) Dir. Germán Castillo
- Intimidad (1988) Dir. Hugo Hiriart
- La ginecomaquia (1989) Dir. Sergio Jiménez[1]

## Filmografía
- Amor sin reserva (2014) .... Cristina Avendaño (telenovela)
- Vivir a destiempo (2013) .... Carolina Duarte (telenovela)
- La mujer de Judas (2012) .... Berenice Callejas Vda. Del Toro (telenovela)
- La niñera (2007) .... Abuelita Tete (serie de televisión)
- Amor en custodia (2005) .... Mamá de Franccesco Fosco (telenovela)
- Lo que callamos las mujeres (2002) .... Madre de José Luis (serie de televisión)
- Agua y aceite (2002) .... Catalina (telenovela)
- El candidato (1999-2000) .... Griselda Austin (telenovela)
- Yacaranday (1999) .... Mercedes (telenovela)
- La casa del naranjo (1998) .... Dolores Olmedo (telenovela)
- Demasiado corazón (1997) Lourdes de Solórzano (telenovela)
- Rivales por accidente (1997) (telenovela)
- Sucesos distantes (1996) .... Directora (película)
- Novia que te vea (1994) .... Sra. Saavedra (película)
- La casa al final de la calle (1989) .... Eva Estrada (telenovela)
- Crónica de familia (1986) .... Elena de Urquiza (película)
- Eclipse (1984) .... Carmen (telenovela)
- La leyenda de Rodrigo (1981) (película)
- El hogar que yo robé (1981) .... Virginia (telenovela)
- Verónica (1979-1980) .... Katy (telenovela)
- Pedro Páramo (1978) .... Dorotea (película)
- Divinas palabras (1978) .... Marica (película)
- La otra ciudad (1967) (película)
- El secreto (1963) .... Catalina (telenovela)